# Songs in the Key of X
Albums de Artistes variés
The Truth and the Light: Music from the X-Files
(1996)
Songs in the Key of X est une compilation de chansons et musiques d'artistes divers inspirés ou tirés de la série X-Files, parue en 1996 chez Warner Bros. Records.

## Production
La collaboration entre Elvis Costello et Brian Eno sur My Dark Life s'est faite car tous deux venaient de se rencontrer chez Paul McCartney. R.E.M. a enregistré avec William S. Burroughs une nouvelle version de Star Me Kitten, chanson qui figurait sur l'album Automatic for the People (1992). Rob Zombie a qualifié sa collaboration avec Alice Cooper sur Hands of Death (Burn Baby Burn) comme « un rêve devenu réalité ». Tous deux ont été nommés pour cette chanson au Grammy Award de la meilleure prestation metal 1997. Tom Petty, Bruce Springsteen et Seal ont également été contactés pour participer à l'album mais n'étaient pas disponibles.
Plusieurs chansons de l'album ont été utilisées dans des épisodes de la série. Unmarked Helicopters de Soul Coughing peut être entendue dans la 2e partie de Tempus fugit, et Red Right Hand de Nick Cave and the Bad Seeds dans la 2e partie de Duane Barry. Foo Fighters, Soul Coughing et Filter ont plus tard également contribué à la musique du film Combattre le futur (1998).

## Liste des titres
| 1.    | X-Files Theme (Main Title)      | Mark Snow                      | 3:24 |
| 2.    | Unmarked Helicopters            | Soul Coughing                  | 3:22 |
| 3.    | On the Outside                  | Sheryl Crow                    | 4:36 |
| 4.    | Down in the Park                | Foo Fighters                   | 4:04 |
| 5.    | Star Me Kitten                  | William S. Burroughs et R.E.M. | 3:30 |
| 6.    | Red Right Hand                  | Nick Cave and the Bad Seeds    | 6:11 |
| 7.    | Thanks Bro                      | Filter                         | 4:10 |
| 8.    | Man of Steel                    | Frank Black                    | 4:59 |
| 9.    | Unexplained                     | Meat Puppets                   | 3:44 |
| 10.   | Deep                            | Danzig                         | 3:50 |
| 11.   | Frenzy                          | Screamin' Jay Hawkins          | 2:10 |
| 12.   | My Dark Life                    | Elvis Costello et Brian Eno    | 6:20 |
| 13.   | Hands of Death (Burn Baby Burn) | Rob Zombie et Alice Cooper     | 4:12 |
| 14.   | If You Never Say Goodbye        | P.M. Dawn                      | 4:06 |
| 15.   | X-Files Theme (P.M. Dawn Remix) | P.M. Dawn                      | 3:59 |
| 62:37 |                                 |                                |      |

Les producteurs ont utilisé le prégap de façon qu'un auditeur qui revient manuellement à la première piste puisse accéder à deux pistes cachées, Time Jesum Transeuntum Et Non Riverentum et une reprise du X-Files Theme, toutes deux de Nick Cave et Dirty Three. Certains lecteurs ne sont toutefois pas compatibles avec cette fonction.

## Classements
L'album s'est classé à la 16e place des classements de ventes en France en 1996, à la
24e place des classements de ventes en Finlande, à la 42e en Suède, et à la 47e place du Billboard 200 aux États-Unis.

## Accueil critique
Anthony Violanti, du Buffalo News, lui donne la note de 4/5, évoquant un « voyage étrange et délicieux ». Sandy Masuo, du Los Angeles Times, lui donne la note de 3,5/5, mettant en avant « l'ambiance déconcertante » qui se dégage de l'album et qui reflète parfaitement celle de la série et citant comme temps forts les chansons de Rob Zombie et Alice Cooper, P.M. Dawn et surtout Foo Fighters. Steven McDonald, d'AllMusic, lui donne la note de 3/5, la qualifiant d'« imparfaite mais sympathique compilation de rock alternatif ». David Browne, d'Entertainment Weekly, lui donne la note de B, estimant que c'est « l'album le plus ambitieux jamais réalisé pour une série télévisée » avec comme meilleures chansons celles de Sheryl Crow et de R.E.M. avec William S. Burroughs, et comme points faibles les « contributions pesantes » de Nick Cave et Elvis Costello.